# Н’Гессан, Серж
Серж Яо Н'Гессан (фр. Serge N'Guessan, рожд. 31 июля 1994, Абиджан, Кот-д’Ивуар) —  ивуарийский  футболист, полузащитник клуба «Бове». Выступал за сборную Кот-д’Ивуара.

## Клубная карьера
Во взрослом футболе дебютировал в 2012 году выступлениями за клуб «АФАД Джекану», в котором провёл четыре сезона.
Летом 2016 года перешел во французский клуб «Нанси». С тех пор успел сыграть за команду из Нанси 8 матчей в национальном чемпионате.

## Выступления за сборную
18 октября 2015 года дебютировал в официальных матчах в составе национальной сборной Кот-д’Ивуара в матче против  сборной Ганы (1:2). В 2016 году стал участником чемпионата африканских наций, на котором сборная Кот-д’Ивуара завоевала бронзовые медали турнира. В ходе этого соревнования он забил гол за сборную в матче против сборной Камеруна (3:0) в четвертьфинале. В итоге его гол был признан самым красивым на турнире.
В составе сборной стал участником Кубка африканских наций 2017 года в Габоне.